# Shirley Valentine (film)
Shirley Valentine – brytyjsko-amerykański komediodramat z 1989 roku w reżyserii Lewisa Gilberta. Adaptacja tragikomicznej sztuki Willy’ego Russella, który był również autorem scenariusza do filmu.

## Opis fabuły
Shirley Valentine jest młodą kobietą korzystającą z uroków życia. Poznaje prostego mężczyznę i bierze z nim ślub. Zmienia to jej życie na gorsze. On robi z niej kucharkę i sprzątaczkę. Shirley boi się, że tak będzie do końca życia. Pewnego dnia, za radą przyjaciółki, pakuje walizki i wyrusza do Grecji.

## Główne role
- Pauline Collins jako Shirley Valentine-Bradshaw
- Tom Conti jako Costas Caldes
- Julia McKenzie jako Gillian
- Alison Steadman jako Jane
- Joanna Lumley jako Marjorie Majors
- Bernard Hill jako Joe Bradshaw

i inni

## Nagrody i nominacje
Oscary za rok 1989
- Najlepsza piosenka – The Girl Who Used to Be Me – muz. Marvin Hamlisch; sł. Alan Bergman, Marilyn Bergman (nominacja)
- Najlepsza aktorka – Pauline Collins (nominacja)

Złote Globy 1989
- Najlepsza komedia/musical (nominacja)
- Najlepsza piosenka – The Girl Who Used to Be Me – muz. Marvin Hamlisch; sł. Alan Bergman, Marilyn Bergman (nominacja)
- Najlepsza aktorka w komedii/musicalu – Pauline Collins (nominacja)

Nagrody BAFTA 1989
- Najlepsza aktorka – Pauline Collins
- Najlepszy film – Lewis Gilbert (nominacja)
- Najlepszy scenariusz adaptowany – Willy Russell (nominacja)